# Museo nazionale di Santa Maria delle Monache
Il Museo archeologico di Santa Maria delle Monache è un museo nazionale di Isernia. Esso è ospitato nel complesso monumentale di Santa Maria delle Monache.
Dal dicembre 2014 il Ministero per i beni e le attività culturali lo gestisce tramite il Polo museale del Molise, nel dicembre 2019 divenuto Direzione regionale Musei.

## Storia

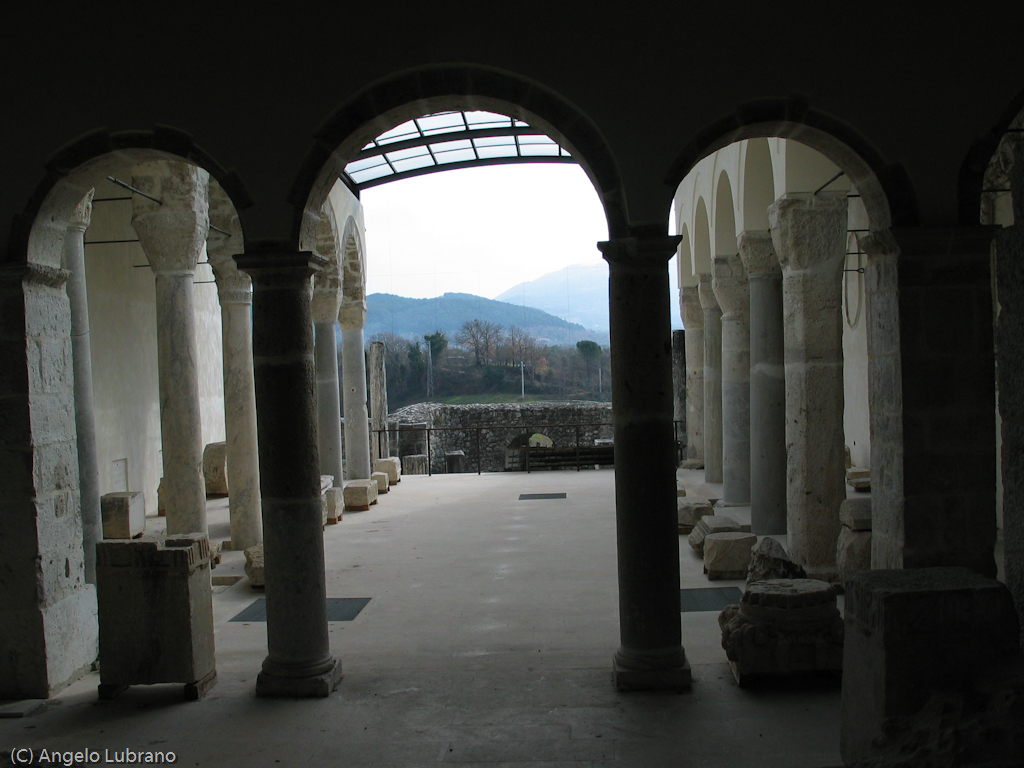
Santa Maria delle Monache

L'Antiquarium, che in questi locali vide la luce nel 1934, è stato riaperto dopo i lavori di restauro effettuati dalla Sovrintendenza archeologica per il Molise.

## Esposizioni
Sono esposti pezzi lapidei provenienti dall'agro di Isernia, risalenti all'epoca romana e precisamente dell'età repubblicana ed imperiale; tra i pezzi esposti (capitelli corinzi, rocchi di colonne, frammenti architettonici, are votive), ve ne sono alcuni di estremo interesse, come per esempio il rilievo con scena di battaglia, che ripete quella del celebre mosaico di Pompei della battaglia di Isso fra Alessandro e Dario.
Vi sono poi alcuni blocchi di grandi dimensioni con figure di gladiatori, facenti parte di un grandioso monumento esistente in epoca romana in località Taverna della Croce: i pezzi sono stati disposti in modo da dare un'idea di come potesse essere il monumento originario; un telamone raffigurante un barbaro con berretto frigio del I secolo a.C.; un'ara votiva della dea Vittoria-Nemesi dedicata da un certo Attalo al suo padrone Nonio Gallo, generale d'origine isernina che trionfò sui Galli Treviri 29 a.C. ed ancora un rilievo raffigurante il supplizio di Issione, re dei Capiti, legato alla ruota per aver offeso Giove.
Molte sono le iscrizioni e le urne funerarie provenienti dalla necropoli della Quadrella, distante qualche chilometro dal centro di Isernia. Infine, degne di nota, sono due grandiose basi onorarie (su cui erano le statue dei titolari andate perdute), una delle quali dedicata a Sesto Apuleio, nipote di Augusto, che fu console nell'anno 14 e l'altra dedicata a Caio Spetu Muleio, quattuorviro e reggitore municipale.